# Альваро Лемос
Альваро Лемос (ісп. Álvaro Lemos, нар. 30 березня 1993, Сантьяґо-де-Компостела, Іспанія) — іспанський галісійський футболіст, нападник клубу «Реал Ов'єдо».

## Клубна кар'єра
У 2005 році, у віці 12 років, вступив до юнацької футбольної академії «Депортіво». За основну команду так і не зіграв, натомість провів 4 роки у резервній команді, а також грав у оренді за «Компостелу».
У 2015–2016 роках грав за «Луго», після чого 5 червня 2016 року уклав угоду з «Сельтою». Там основним гравцем не був, тому здавався в оренду до клубів «Ланс» та «Луго».
Протягом 2018–2024 років виступав за «Лас-Пальмас», провівши за клуб понад 150 ігор у чемпіонаті, після чого у липні 2024 року перейшов у «Реал Ов'єдо».

## Виступи за збірні
31 травня 2024 року зіграв у товариському матчі за збірну Галісії проти Панами, який став першим матчем Галісії за вісім років і завершився поразкою 0:2.